# Przemysław
Przemysław  è un nome proprio di persona polacco maschile.

## Varianti
- Ipocoristici: Przemek[1], Przemko[1], Przemo[1]

## Origine e diffusione
Si tratta di un nome medievale, formato combinando il nome Přemysl con la radice slav ("gloria"), assai comune nell'onomastica slava. Tramite il latino Premislaus, è italianizzato come "Premislao" o "Premislavo".

## Onomastico
Non esistono santi che portano questo nome, che quindi è adespota. L'onomastico può essere festeggiato in occasione di Ognissanti, il 1º novembre.

## Persone

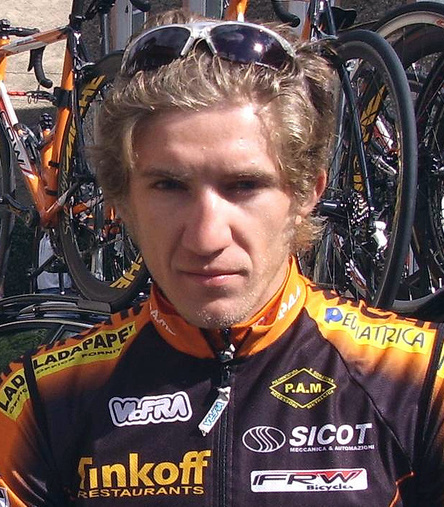
Przemysław Niemiec

- Przemysław Czerwiński, astista polacco
- Przemysław Frasunkiewicz, cestista e allenatore di pallacanestro polacco
- Przemysław Karnowski, cestista polacco
- Przemysław Kaźmierczak, calciatore polacco
- Przemysław Niemiec, ciclista su strada polacco
- Przemysław Stańczyk, nuotatore polacco
- Przemysław Szymiński, calciatore polacco
- Przemysław Tytoń, calciatore polacco
- Przemysław Zamojski, cestista polacco

### Varianti
- Premislavo I Noszak di Teschen, duca di Teschen
- Premislavo II di Teschen, duca di Teschen